# Julija Andriejewa
Julija Władimirowna Andriejewa z d. Archipowa (kir. Юлия Владимировна Андреева Архипова), (ur. 7 marca 1984 roku we Frunze) – kirgiska biegaczka długodystansowa, uczestniczka Igrzysk olimpijskich, wielokrotna Mistrzyni Kirgistanu, Mistrz Sportu Rosji Międzynarodowej Klasy.

## Kariera
Julija po raz pierwszy lekkoatletyką zaczęła zajmować się w wieku 14 lat. W 2008 roku zadebiutowała na Igrzyskach olimpijskich w Pekinie, gdzie zajęła 58. miejsce z czasem 2:44:41. W 2009 zwyciężyła w Maratonie Baltimorskim z czasem 2:32:09 ustanawiając nowy rekord tego wydarzenia sportowego (pobity w 2011 przez Ukrainkę Ołenę Szurchno). Osiągnięcie to uważa za swój największy sukces w karierze. Na Letnich Igrzyskach Azjatyckich w 2010 roku startowała w biegu na 5000 m, gdzie zajęła niską, 10. lokatę z czasem 16:47.42. Dobiegła na metę ponad półtorej minuty później niż zwyciężczyni - Etiopka Mimi Belete.
Na Igrzyskach olimpijskich w Londynie ponownie wystartowała w biegu maratońskim. Już od pierwszych metrów wyraźnie odstawała od jego liderek i większość czasu utrzymywała się w siódmej dziesiątce zawodniczek. Ostatecznie na metę wbiegła 2:36:01 od startu zajmując 60. miejsce. Jednakże z powodu dyskwalifikacji w 2014 roku Chinki Wang Jiali, która zajęła 58. Julija ostatecznie zajęła 59. lokatę.
24 lutego 2013 roku wystartowała w Hongkońskim maratonie zajmując 11. miejsce z czasem 02:39:49. Na podstawie wyników uzyskanych na tym sportowym wydarzeniu wyłoniono mistrzów Azji w maratonie. Dzięki uzyskanemu rezultatowi Andiejewa została brązową medalistką. W tym samym roku na Mistrzostwach Świata w Lekkoatletyce w biegu maratońskim z wynikiem 2:53:16 zajęła 38. pozycję. Zwyciężczynią została obrończyni tytułu kenijka Edna Kiplagat, która osiągnęła wynik 2:25:44. Na Igrzyskach Azjatyckich w Incheon z rezultatem 2:39:25 zajęła 10. pozycję, który był jej najlepszym wynikiem w sezonie.
W czasie Mistrzostw świata osiągnęła czas 2:45:04 co pozwoliło jej zająć 36. miejsce. Dzięki zdobyciu 9. miejsca na Maratonie Praskim (02:37:37) zakwalifikowała się do Igrzysk olimpijskich w Rio de Janeiro, gdzie z czasem 2:40:34 zajęła 59. lokatę. W 2017 roku na Mistrzostwach Świata w Lekkoatletyce osiągnęła najlepszy wynik w sezonie wynoszący 2:53.17 dzięki czemu zajęła 66. miejsce.

## Życie osobiste
W 2010 roku wyszła za mąż za swojego trenera, rosyjskiego lekkoatletę Grigorija Andriejewa. W październiku 2011 roku urodziła córkę.